# Matthias Döschner
Matthias Döschner (ur. 12 stycznia 1958 w Dohnie) – były niemiecki piłkarz występujący na pozycji obrońcy.

## Kariera klubowa
Döschner treningi rozpoczął w wieku 7 lat w klubie FSV Lokomotive Drezno. W 1971 roku, mając 13 lat trafił do juniorskiej ekipy Dynama Drezno. W 1977 roku został włączony do jego pierwszej drużyny. W 1978 roku zdobył z klubem mistrzostwo NRD. W 1982, 1984, 1985 oraz 1990 zdobywał z klubem Puchar NRD. W 1989 oraz 1990 ponownie zdobył z zespołem mistrzostwo NRD. W 1990 roku Döschner został graczem Fortuny Kolonia. W 2. Bundeslidze zadebiutował 29 lipca 1990 w przegranym 0:2 meczu z Preußen Münster. W 1991 roku zakończył karierę. Po zakończeniu kariery był trenerem klubów VfL Pirna-Copitz, Fortuna Magdeburg oraz Rostocker FC.

## Kariera reprezentacyjna
W reprezentacji NRD Döschner zadebiutował 26 stycznia 1982 w przegranym 1:3 towarzyskim meczu z Brazylią. 16 lutego 1984 w wygranym 3:1 towarzyskim spotkaniu z Grecją strzelił pierwszego gola w drużynie narodowej. Po raz ostatni w kadrze zagrał 15 listopada 1989 w przegranym 0:3 pojedynku eliminacji Mistrzostw Świata 1990 z Austrią. W latach 1982–1989 w drużynie narodowej rozegrał w sumie 40 spotkań i zdobył 2 bramki.